# Ceratopogon gigaforceps
Ceratopogon gigaforceps är en tvåvingeart som beskrevs av Remm 1973. Ceratopogon gigaforceps ingår i släktet Ceratopogon och familjen svidknott. Inga underarter finns listade i Catalogue of Life.